# Friedrich Georg Göthe

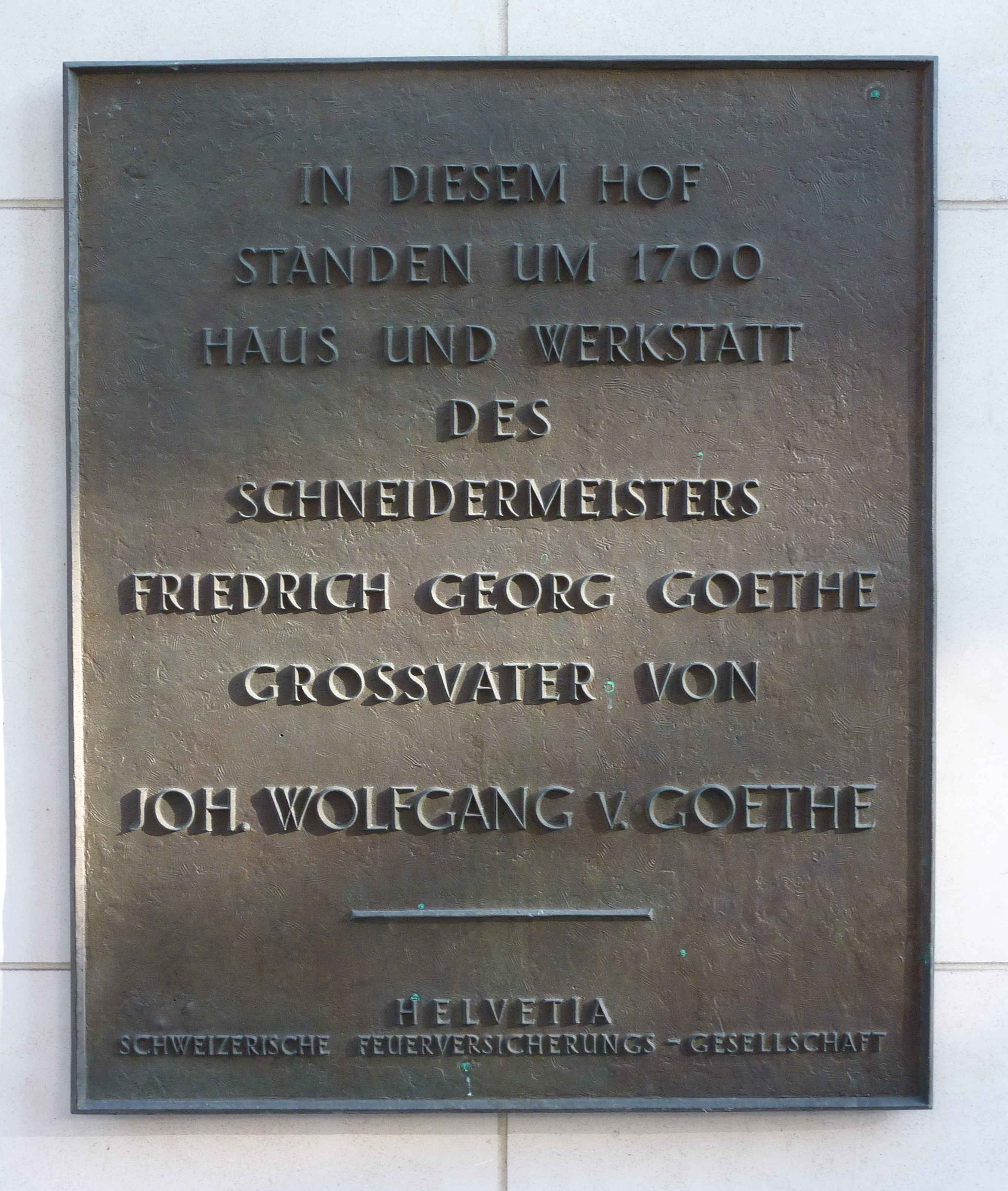
Gedenktafel für Friedrich Georg Göthe an der Stelle seiner Werkstatt in der Sandgasse, Frankfurt-Innenstadt

Friedrich Georg Göthe (* 6. September 1657 in Kannawurf; † 10. November 1730 in Frankfurt am Main) war ein deutscher Schneidermeister, ab 1705 Gasthalter am Weidenhof in Frankfurt am Main und Großvater von Johann Wolfgang von Goethe.

## Leben
Friedrich Georg Göthe kam 1657 als Sohn des Hufschmieds und späteren Arterner Ratsherren Hans Christian Göthe (um 1633–1694) und der Sibylla Göthe, geb. Werner zur Welt und wuchs anfangs in Berka bei Sondershausen auf. Der gelernte Tuchmacher lebte einige Zeit in Lyon und erlernte das Seidenschneiderhandwerk; ab dieser Zeit schrieb er sich Göthé (mit Accent aigu). Als strenggläubiger Lutheraner musste er nach dem Edikt von Fontainebleau 1685 Frankreich verlassen. Er ließ sich in Frankfurt am Main als Schneidermeister nieder, wo er am 18. April 1687 die Bürgerstochter Anna Elisabeth Lutz (* 19. März 1667 in Frankfurt am Main) heiratete, mit der er fünf Kinder bekam. Durch die Heirat erwarb er zugleich das Frankfurter Bürgerrecht. Seit dieser Zeit schrieb er seinen Namen Goethe. 1691 erwarb er das Haus zum Goldenen Rad in der Großen Sandgasse, in dessen Hinterhaus er seine Werkstatt einrichtete. Goethe war ein fleissiger, organisatorisch begabter Handwerker; gegenüber den ortsansässigen Schneidern konnte er mit seinen in Frankreich erworbenen Kenntnissen und Fertigkeiten bei der Frankfurter Kundschaft eine hohe Nachfrage wecken. Anstatt der nach der damaligen Zunftordnung zulässigen zwei Gesellen beschäftigte Goethe sechs Gesellen. Dies führte zu Klagen und Beanstandungen seiner Berufskollegen. Aufgrund dessen reduzierte Goethe die Anzahl der Schneidergesellen auf vier.
Nach dem Tod seiner ersten Frau am 6. August 1700 heiratete er am 4. Mai 1705 Cornelia Schelhorn, geb. Walther (* 27. September 1668 in Frankfurt am Main; † 26. März 1754 ebenda), die Witwe des 1704 verstorbenen Gastwirtes Johannes Schelhorn. Durch diese Heirat wurde Goethe Inhaber des Gasthofes Zum Weidenhof an der Zeil, damals eines der vornehmsten Gasthäuser Frankfurts. Zusätzlich baute er eine umfangreiche Weinhandlung auf; dies war der Grundstock des Familienvermögens, das noch seinem Enkel die finanzielle Unabhängigkeit sicherte. 
1710 wurde als drittes ihrer drei gemeinsamen Kinder Johann Caspar Goethe, der Vater des Dichters Johann Wolfgang von Goethe, geboren. Friedrich Georg Goethe verstarb 1730 im Alter von 73 Jahren und wurde auf dem Peterskirchhof bestattet. Er hinterließ ein für die damalige Zeit großes Vermögen von etwa 100.000 Gulden. Da einer seiner Söhne aus erster Ehe, der Zinngießermeister Hermann Jacob Goethe, Mitglied des Rates der Freien Reichsstadt war, blieb seinem jüngeren Sohn Johann Caspar der Aufstieg im städtischen Patriziat verwehrt.

## Familie
Friedrich Georg Göthe war zweimal verheiratet. Aus seiner ersten Ehe mit Anna Elizabeth Lutz (1667–1700) entstammten fünf Söhne:
- Bartholomäus Göthe (1688–1696)
- Johann Michael Göthe (1690–1733)
- Johann Jacob Göthe (1694–1714)
- Hermann Jacob Göthe (1697–1761); 1722 heiratete er Susanna Elizabeth Hoppe (1704–1778); aus der Ehe ging u. a. eine Tochter Cornelia (1726–1799) hervor, die 1749 den Kaufmann Ulrich Thomas Streng (1712–1777) heiratete; ein Nachfahre dieser Verbindung war der Mineraloge, Chemiker und Geologe Johann August Streng (1830–1897).
- Johann Nicolaus Göthe (1700–1704)

Nach dem Tod seiner ersten Frau heiratete er Cornelia Schelhorn geb. Walther (1668–1754), mit der er drei Kinder bekam:
- Anna Sybilla Göthe (1706–1706)
- Johann Friedrich Göthe (1708–1727)
- Johann Caspar Goethe (1710–1782), Vater des Dichters, Schriftstellers und Staatsmanns Johann Wolfgang von Goethe (1749–1832)